# Charles Zulu
Charles Zulu (Lusaka, Zambia, 2 de enero de 1996) es un futbolista de Zambia que juega en la posición de centrocampista con el Nkana FC de la Primera División de Zambia.

## Carrera

### Club
| Periodo   | Club              |
| --------- | ----------------- |
| 2013-2020 | Zanaco FC         |
| 2020-2021 | Cape Town City FC |
| 2021-2022 | Azam FC           |
| 2022-2024 | Zanaco FC         |
| 2024-     | Nkana FC          |

### Selección nacional
Ha estado en el proceso de selecciones nacionales desde la categoría sub-17. Debutó con Zambia el 11 de octubre de 2014 en el empate 0-0 ante Níger en Niamey por la clasificación para la Copa Africana de Naciones de 2015; y su primer gol internacional lo anotó el 21 de junio de 2016 en la victoria por 3-2 sobre Lesoto en Windhoek por la Copa COSAFA 2016.

## Logros
- Primera División de Zambia (1): 2016
- Copa de Zambia (1): 2017